# Carpo (vệ tinh)
Carpo (/ˈkɑːrpoʊ/ KAR-pohKAR-poh; tiếng Hy Lạp: Καρπώ), còn được gọi là Jupiter XLVI, là một vệ tinh tự nhiên của Sao Mộc. Nó được khám phá bởi một đội các nhà thiên văn từ Đại học Hawaii dẫn đầu bởi Scott S. Sheppard vào năm 2003, và được đặt ký hiệu là S/2003 J 20 cho tới khi nó nhận được cái tên hiện tại vào đầu năm 2005.
Carpo có đường kính khoảng 3 km, và quay quanh Sao Mộc với một khoảng cách trung bình là 17.145 Gm trong 458,625 ngày, ở một độ nghiêng quỹ đạo là 56° tính tới hoàng đạo (55° tính tới xích đạo của Sao Mộc), và với một độ lệch tâm quỹ đạo khá cao 0,4316. Tất cả các vệ tinh xa Sao Mộc hơn Carpo đều chuyển động nghịch hành.
Nó được đặt tên vào tháng 3 năm 2005 theo Carpo, một trong những Horae, và là con gái của thần Zeus (Jupiter).
Cũng giống như Themisto, vệ tinh này có vẻ như là một thành viên duy nhất của một nhóm đơn độc, điều khiến nó trở nên khá thú vị. Độ nghiêng quỹ đạo của các vệ tinh ví dụ như vệ tinh này bị giới hạn bởi hiệu ứng Kozai, được khám phá bởi Yoshihide Kozai vào năm 1962. Hiệu ứng này gây ra một sự hoán đổi định kì giữa độ nghiêng và độ lệch tâm của quỹ đạo; nếu độ nghiêng đủ lớn thì độ lệch tâm có thể tăng lên cao tới nỗi cận điểm của quỹ đạo sẽ gần như xấp xỉ với các vệ tinh Galileo (Io, Europa, Ganymede và Callisto). Vệ tinh sau cùng sẽ va chạm với một trong những vệ tinh nói trên, hoặc một cuộc đụng độ gần sẽ đẩy cả hai ra khỏi hệ thống Jovian. Chu kỳ tiến động cận điểm (periapsis precession period - Pw) dài 6,8 triệu năm.